# 能登泣き砂の殺意
『能登泣き砂の殺意』（のとなきすなのさつい）は、1986年にテレビ朝日系「土曜ワイド劇場」で放送されたテレビドラマ。主演は岡江久美子。視聴率は19.1%。

## キャスト
- 島岡ナツコ（澤田鴻二の婚約者） - 岡江久美子
- 澤田鴻二 - 田村亮
- サトウ（福島県警刑事） - 小野武彦
- 福島県警刑事 - 丹波義隆
- 島岡ハツ（ナツコの母） - 野際陽子
- 澤田修造（澤田鴻二の父・元代議士） - 芦田伸介
- 内田稔、北条清嗣、若林哲行、飛鳥裕子、田所千鶴子、監物房子、伊庭剛、石沢徹、東健一郎、酒井万里子、卯月公子、吉川美恵子、記平佳枝、轟謙司、名川貞郎、大貫幸雄、那波一寿、浜村純

## スタッフ
- 原作 - 阿井渉介『能登・泣き砂の殺意』
- 脚本 - 石松愛弘
- 監督 - 松尾昭典
- 音楽 - 鈴木行一
- プロデューサー - 渡邊毅、岩永惠
- 制作 - テレビ朝日、東宝